# Kraftwerk Bjurfors Övre
Das Kraftwerk Bjurfors Övre ist ein Wasserkraftwerk in der Gemeinde Vindeln, Provinz Västerbottens län, Schweden, das am Ume älv liegt. Es ging 1961 in Betrieb. Das Kraftwerk ist im Besitz von Statkraft und wird auch von Statkraft betrieben.

## Absperrbauwerk
Das Absperrbauwerk besteht aus einer Gewichtsstaumauer aus Beton mit einer Höhe von 18 m. Die Wehranlage mit den zwei Wehrfeldern befindet sich auf der linken Seite, das Maschinenhaus auf der rechten Seite.
Das Stauziel liegt zwischen 175,5 und 176,5 m über dem Meeresspiegel. Der Stausee erstreckt sich über eine Fläche von 2 km².

## Kraftwerk
Das Kraftwerk ging 1961 in Betrieb. Es verfügt mit drei Kaplan-Turbinen über eine installierte Leistung von 42 (bzw. 42,2 oder 52,2) MW. Die durchschnittliche Jahreserzeugung liegt bei 191 (bzw. 194 oder 220) Mio. kWh.
Die Turbinen wurden von Kværner geliefert. Sie leisten jeweils 17,4 MW; ihre Nenndrehzahl liegt bei 107,1 Umdrehungen pro Minute. Die Fallhöhe beträgt 11,1 (bzw. 11,5 12 oder 13,5) m. Der maximale Durchfluss liegt bei 450 m³/s.
Im Jahr 2014 wurden an den Maschinen 2 und 3 Undichtigkeiten entdeckt, aus denen Öl austrat; insgesamt gelangten dadurch geschätzte 400 l Öl in den Fluss. Die Turbine 3 wurde 2016 überholt, wobei das Laufrad ersetzt wurde; dadurch konnte die Leistung von 17 auf 20 MW gesteigert werden.